# Едді Гопкінсон
Едді Гопкінсон (англ. Eddie Hopkinson; 29 жовтня 1935 — 25 квітня 2004) — англійський футболіст, що грав на позиції воротаря. По завершенні ігрової кар'єри — тренер.
Виступав майже усю кар'єру за клуб «Болтон Вондерерз», з яким став володарем Кубка та Суперкубка Англії, а також національну збірну Англії.

## Клубна кар'єра
У дорослому футболі дебютував 1951 року виступами за команду «Олдем Атлетик», в якій провів один сезон, взявши участь у 3 матчах Третього дивізіону Південь Футбольної ліги.
У серпні 1952 року перейшов до клубу Першого дивізіону «Болтон Вондерерз», за який відіграв 18 сезонів, по листопад 1969 року і досі тримає клубний рекорд за кількістю зіграних ігор за клуб (578 матчів). Спочатку Едді був футболістом за сумісництвом, але після трьох місяців у «Вондерерз» він кинув роботу. Через військову службу в Королівських ВПС, він дебютував у Першому дивізіоні лише через чотири роки, але одразу зарекомендував себе як один з найкращих воротарів Футбольної ліги. Через півроку він уже був головним воротарем англійської збірної U-23, а в жовтні 1967 року вперше був викликаний до національної збірної.
У 1958 році він виграв Кубок Англії, зберігши свої ворота «сухими» у фінальному матчі проти «Манчестер Юнайтед» (2:0). Демонструючи хороші виступи до середини 1960-х, його неодноразово витісняли на лаву молодші воротарі у другій половині десятиліття, перш ніж Гопкінсону нарешті довелося завершити кар'єру через травму в 1969 році.

## Виступи за збірну
19 жовтня 1957 року дебютував в офіційних матчах у складі національної збірної Англії в матчі Домашнього чемпіонату Великої Британії проти Уельсу (4:0). Наступного року у складі збірної був учасником чемпіонату світу 1958 року у Швеції, але на поле не виходив.
Всього протягом кар'єри у національній команді, яка тривала 3 роки, провів у її формі 14 матчів, пропустивши 19 голів.

## Кар'єра тренера
По завершенні ігрової кар'єри залишився у «Болтон Вондерерз», де працював тренером юнацьких та резервних команд, а 1975 року очолив тренерський штаб клубу «Стокпорт Каунті», де його син Пол на той час був воротарем. Згодом Едді повернувся до «Вондерерз» у 1979 році і працював тренером воротарів. Також був менеджером клубу «Ештон Юнайтед». Пізніше працював у хімічній компанії як представник компанії.
Помер 25 квітня 2004 року на 69-му році життя.

## Статистика виступів

### Статистика виступів за збірну
| Дата       | Місто          | Господарі | Результат | Гості             | Турнір             | Голи | Примітки |
| ---------- | -------------- | --------- | --------- | ----------------- | ------------------ | ---- | -------- |
| 19-10-1957 | Кардіфф        | Уельс     | 0 – 4     | Англія            | Домашній чемпіонат | -    |          |
| 6-11-1957  | Лондон         | Англія    | 2 – 3     | Північна Ірландія | Домашній чемпіонат | -3   |          |
| 27-11-1957 | Лондон         | Англія    | 4 – 0     | Франція           | товариський матч   | -    |          |
| 19-4-1958  | Глазго         | Шотландія | 0 – 4     | Англія            | Домашній чемпіонат | -    |          |
| 7-5-1958   | Лондон         | Англія    | 2 – 1     | Португалія        | товариський матч   | -1   |          |
| 11-5-1958  | Белград        | Югославія | 5 – 0     | Англія            | товариський матч   | -    |          |
| 11-4-1959  | Лондон         | Англія    | 1 – 0     | Шотландія         | Домашній чемпіонат | -    |          |
| 6-5-1959   | Лондон         | Англія    | 2 – 2     | Італія            | товариський матч   | -2   |          |
| 13-5-1959  | Ріо-де-Жанейро | Бразилія  | 2 – 0     | Англія            | товариський матч   | -2   |          |
| 17-5-1959  | Ліма           | Перу      | 4 – 1     | Англія            | товариський матч   | -4   |          |
| 24-5-1959  | Мехіко         | Мексика   | 2 – 1     | Англія            | товариський матч   | -2   |          |
| 28-5-1959  | Лос-Анджелес   | США       | 1 – 8     | Англія            | товариський матч   | -1   |          |
| 17-10-1959 | Кардіфф        | Уельс     | 1 – 1     | Англія            | Домашній чемпіонат | -1   |          |
| 28-10-1959 | Лондон         | Англія    | 2 – 3     | Швеція            | товариський матч   | -3   |          |
| Усього     |                | Матчів    | 14        |                   | Голів              | -19  |          |

## Титули і досягнення
- Володар Кубка Англії (1):

«Болтон Вондерерз»: 1957–58
- Володар Суперкубка Англії (1):

«Болтон Вондерерз»: 1958